# Els duelistes
Els duelistes (títol original en anglès: The Duellists) és una pel·lícula britànica de Ridley Scott, estrenada el 1977 i protagonitzada per Keith Carradine i Harvey Keitel. Va guanyar el premi a la millor obra de debut Festival de Cannes 1977, el guió és una adaptació de la novel·la The Duel de Joseph Conrad, de 1908. Ha estat doblada al català.

## Argument
El 1800 a Estrasburg, el tinent Gabriel Féraud del 7è regiment d'hussards fereix greument el nebot de l'alcalde durant un duel amb espasa. El brigadier-general Treillard ordena llavors al tinent Armand d'Hubert del 3r regiment d'hussards de buscar-lo i detenir-lo. D'Hubert troba Féraud en el saló d'una senyora, i aquest últim s'agafa l'ordre de detenció com una afronta i incita d'Hubert a un duel a sabre.
Davant l'actitud vengativa i poc raonable de Féraud, un amic de D'Hubert l'informa de les maneres per evitar un proper duel; si no es troben físicament al mateix lloc, si tenen un grau jeràrquic diferent en l'exèrcit, i si la nació està en guerra, cosa que és el cas. Sis mes més tard, el 1801 hi ha un curt període de pau on Féraud i d'Hubert es tornen a creuar a Augsburg. En el proper duel a espasa, d'Hubert és seriosament ferit. Recobrant les seves forces, es prepara per al combat següent, en què els dos oficials combaten fins a l'esgotament mutu. Poc després, d'Hubert és promogut a capità.
El 1806 a Lübeck, d'Hubert és reconegut en una cerveseria per Féraud, que ha estat igualment promogut a capità i que el provoca a un nou duel. El duel té lloc a cavall, i d'Hubert aconsegueix ferir Féraud al front. Féraud és a continuació traslladat a Espanya, així els dos oficials no es tornen a trobar fins que el Gran Exèrcit es reuneix l'any 1812 durant la campanya de Rússia. Els dos homes es troben sols i combaten un petit grup de cosacs, després d'Hubert proposa a Féraud que el seu proper duel hauria de ser a pistola.
Passen dos anys, i durant l'exili de Napoleó a l'illa d'Elba, d'Hubert, ja brigadier-general, curant-se plàcidament d'una ferida a la cama a Tours amb la seva germana. Aquesta li presenta Adèle, i la parella es casa. Poc després, un agent bonapartista ve a buscar d'Hubert amb la finalitat que s'uneixi a l'Emperador que acaba d'escapar-se del seu exili, però d'Hubert refusa. Sabent-ho, Féraud, igualment brigadier-general, acusa d'Hubert d'haver faltat de lleialtat cap a l'Emperador. Després dels Cent Dies, Napoleó és finalment derrotat i d'Hubert s'uneix als exèrcits de Lluís XVIII. Sap que Féraud ha estat detingut i serà executat per la seva adhesió a Napoleó, i convenç el ministre de la policia Joseph Fouché d'indultar Féraud, però desitja que la seva intervenció a favor seu quedi en secret.
Poc després, Féraud troba d'Hubert i el provoca en duel a pistola. Però durant el duel, Féraud tira les seves dues pistoles sense tocar d'Hubert, i queda doncs a la seva mercè. D'Hubert escull perdonar Féraud, però l'informa que la seva vida li pertany i que haurà de sotmetre's a la seva voluntat.

## Repartiment
- Harvey Keitel: Gabriel Féraud
- Keith Carradine: Armand d'Hubert
- Albert Finney: Joseph Fouché
- Edward Fox: Coronel
- Cristina Raines: Adèle
- Robert Stephens: General Treillard
- Tom Conti: El Doctor Jacquin
- John McEnery: Cavaller
- Diana Quick: Laura
- Alun Armstrong: Lacourbe
- Maurice Colbourne: Second
- Gay Hamilton: criat de Féraud
- Meg Wynn Owen: Léonie
- Jenny Runacre: Sra. de Lionne
- Alan Webb: Cavaller de Rivaro

## Rodatge[calcitació]
La pel·lícula ha estat rodada a Corrèsa, Dordonya, el Perigord negre i a Sarlat e la Canedat i els seus voltants.

## Premis i nominacions[calcitació]
- Festival de Canes 1977: Premi a la primera obra.